# Emblyna shoshonea
Emblyna shoshonea là một loài nhện trong họ Dictynidae.
Loài này thuộc chi Emblyna. Emblyna shoshonea được Ralph Vary Chamberlin & Willis J. Gertsch miêu tả năm 1958.